# Finlands lagsaga
Finlands lagsaga eller Österlands lagsaga omfattade under 1300-talet och början av 1400-talet de södra delarna av dagens Finland.

## Historik
År 1296 då Upplandslagen stadfästes var Finland inte en lagsaga, men efter Nöteborgsfreden 1323 utgjorde de sydliga finska landskapen Österlands lagsaga och dess första lagman var Bero (1324–1347). Under 100 år därefter fanns bara en lagsaga och då lagmän omtalas i Tavastland, Österbotten och Satakunda var de bara temporära underlagmän. Den första kända stormannalagmannen i Finland var Nils Turesson (Bielke), som i kungavalet 1362 kallas lagman i Österland. Av formuleringen att döma hade han redan tidigare innehaft denna tjänst, men tidigast efter 1356 då han ännu var lagman i Tiohärad. År 1435 delades Finland i två lagmansdömen, Norrfinne och Söderfinne lagsaga.

## Lagmän i Finlands eller Österlands lagsaga
- 1324-1347: Björn eller Bero[2]
- 1362-1364: Nils Turesson (Bielke)
- 1366–1376: Arvid Gustavsson (Sparre) av Vik
- 1386–1398: Jeppe Djäkn
- 1402–1427: Claus Fleming
- 1418: Peder Fleming
- 1433–1435: Peder Fleming